# Wolpertinger

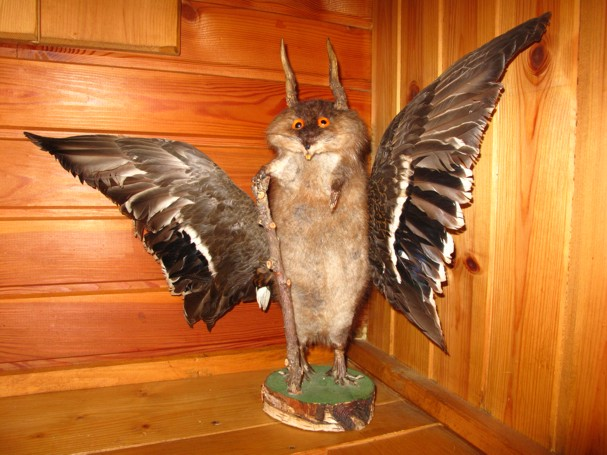
Wolpertinger

Wolpertinger (také wolperdinger, poontinger nebo woiperdinger) je bájné zvíře, vyskytující se v bavorském folklóru. Jeho původ není známý.
Tělo zvířete je složeno z částí různých skutečných zvířat. Jeho podoba však není pevně daná, nejčastěji se však podobá malému savci, například veverce či zajíci. Podobným tvorem je i zajdalen.
Wolpertinger se také objevil v knize Rumo a zázraky v tmách od spisovatele Waltera Moerse, v tomto případě se ale jednalo o křížence psa a srny/jelena.